# Сандански
Вижте пояснителната страница за други значения на Сандански.
Санда̀нски е град в Югозападна България. Той се намира в област Благоевград и е административен център на община Сандански. Наречен е на известния български революционер Яне Сандански, а до 1949 година се казва Свети Врач. По данни на ГРАО към 15 юни 2024 г. в града живеят 26 914 души по настоящ адрес и 30 090 души по постоянен адрес.
Смята се, че в района на Сандански е роден и живял водачът на най-голямото въстание в древността – Спартак от тракийското племе меди. Паметникът на Спартак е един от символите на града.
Сандански е природен санаториум за лечение на заболявания на дихателната система.

## География
Градът се намира в Санданско-Петричката котловина, в подножието на Пирин. Курортът отстои на почти еднакво разстояние от София и Солун и е важен център по международния главен път Е 79. През града минава и железопътна линия по трасето София – Кулата – Солун.
Разстоянието от града до Егейско море и неговите курорти е 126 километра. На 12 километра от Сандански се намира местността Рупите с храма „Света Петка“, построен благодарение на петричката врачка Баба Ванга.
Близо до Сандански са разположени Мелник (най-малкият град в България) и Роженският манастир, както и живописното село Лешница, в което можете да намерите красота и спокойствие извън големия град.
Градът се намира на 165 km от София, на 235 km от Пловдив, на 609 km от Варна, на 558 km от Бургас и на 66 km от областния център Благоевград.
Сандански е разположен амфитеатрално върху крайните югозападни склонове на Пирин планина по долното течение на река Санданска Бистрица. Географското му разположение по средата между Кресненското и Рупелското дефиле е предпоставка за изключително благоприятните му климатични особености.
Градът се намира на 240 – 300 метра надморска височина и е най-топлият български град, като продължителността на слънчевото греене надминава 2450 часа, създавайки условия за целогодишни слънчево-въздушни процедури. Планинският бриз, спускащ се от Пирин по поречието на река Бистрица, охлажда въздуха през летните месеци.
Въздухът в Сандански е с най-ниска влажност в цяла България и е подходящ за лечението на астматични, алергични и други заболявания. Градът е световноизвестен като естествена лечебница и балнеокурорт.
Въздухът тук е изключително чист, с ниска относителна влажност (66 %), със средна годишна температура +13,9 °C, със сравнително малки денонощни и сезонни температурни амплитуди. Зимата е мека и влажна. Валежите са предимно от дъжд, а снегът се задържа средно за не повече от една седмица.

## История

### Античност и Средновековие
Лечебните свойства на топлите минерални води и мекият благоприятен климат по тези места ги правят удобни за заселване на човека още в дълбока древност. Първите поселения на човека на мястото на днешния град Сандански датират от II хилядолетие преди новата ера. Селището е възникнало около минералните извори през бронзовата епоха в края на XIII и началото на XII век преди Христа. За най-ранната история на града има сведения от източници на Тукидид и Полибий, в които се споменава, че е заселен от тракийски племена още от V в. пр. н. е. Траките от племето меди основават селището с името Медиус. През IV в. пр. н. е. те биват завладени от Филип II Македонски, а от II в. пр. н. е. – от легионите на Римската република. Именно при завладяването на медите от римляните, при някои от техните походи като пленник в Апенинския полуостров попада и тракиецът Спартак. По-късно римското селище на мястото на днешния град се е наричало Дезудава.
Близо до днешната поща са открити останки от църква от средата на IV век, северно от която има следи от голяма сграда, смятана за епископска резиденция. При сегашната църква „Свети Георги“ са намерени следи от късноантична църква от края на IV или началото на V век. Църква от началото на V век е частично разкрита на улица „Гоце Делчев“ № 37. На централния площад на античния град е открита трикорабна базилика, смятана за епископска катедрала. За ролята на града като епископски център свидетелства и споменаването на епископ Йоан в надпис в църква, частично експонирана в приземието на Археологическия музей, която е строена в края на V или началото на VI век и се използва до края на VI век. Друга антична църква е унищожена през 1950-те години при изграждане на канализация по улица „Иван Рилски“.
Древният град лежи изцяло върху терена на съвременния град Сандански, като намерените археологически обекти са от различни исторически периоди. Градът получава разцвет в периода IV-VI век. От това време са открити множество обществени сгради и раннохристиянски базилики, включително раннохристиянски епископски комплекс. Интерес представляват откритите мозаечни декоративни килими, част от които са експонирани in situ в Археологическия музей на града.
В края на VI век е бил разрушен от варварски племена. От тези времена той носи името Свети Врач в памет на двамата братя Козма и Дамян – народни лечители.

### В Османската империя
През XIX век Свети Врач е пазарно средище със смесено население в Мелнишката кааза на Серски санджак. В 1845 година руският славист Виктор Григорович на път от Мелник за Рилския манастир минава през селището и пише в „Очерк путешествия по Европейской Турции“:
| „ | Село Свети Врач, на склон на планина, знаменито с целебни извори, доста богато на развалини, по които може да се догадне, че на мястото му преди е имало град. | “ |

В „Етнография на вилаетите Адрианопол, Монастир и Салоника“, издадена в Константинопол в 1878 година и отразяваща статистиката на населението от 1873 година Света Врач (Svéta Vratch) е посочено като село със 100 домакинства със 120 жители мюсюлмани и 135 жители българи. В статистиката са посочени и две слели се по-късно със Свети Врач села – Ливадица (Livaditsa) на левия бряг на Бистрица с 6 домакинства и 25 жители българи и Смилево (Smilévo) с 9 домакинства и 35 българи.
В 1891 година Георги Стрезов пише за Свети Врач и Ливадица:
| „ | Св. Врач, 3 часа на СЗ от Мелник; разположено от левия бряг на Бистрица, над един хълм. Почвата, като блатиста, е твърде сгодна за чилтъци; оризът богато расте. Къщите са затулени между дървета, които му придават добър изглед. В понеделник става пазар, в който дохождат занаятчии от Мелник за да продават стоките си на селянете от околността. За тая цел има малка чаршия на южния край от селото с 25 дюкяна. Църква „Свети Врач“, четат гръцки. 160 къщи, наполовина българе и турци. До чаршията са минералните води; едни извират на мястото, други текат от хълма. Наоколо има много изворчета от същата вода, дори в самата Бистрица. До главния извор е зданието, каменно, със свод, което служи за болните. Ливадица, на Ю от Св. Врачи, на разстояние по-малко от 1/4 ч.; сградено от левия бряг на Бистрица. Главно земледелци. 35 къщи, 13 турски. | “ |

Към 1900 година според статистиката на Васил Кънчов („Македония. Етнография и статистика“) в Свети Врач живеят 1110 души, от които 600 българи християни, 360 турци и 150 цигани. В Смилево живеят 150 българи християни и 30 цигани, а в Ливадица – 64 българи християни, 60 турци и 36 цигани.
Според статистиката на секретаря на Българската екзархия Димитър Мишев („La Macédoine et sa Population Chrétienne“) в 1905 година християнското население на Свети Врач се състои от 560 българи екзархисти и 12 цигани. В селото има 1 начално българско училище с 1 учител и 35 ученици.

### В България
При избухването на Балканската война в 1912 година единадесет души от Свети Врач са доброволци в Македоно-одринското опълчение.
В 1913 година по време на Междусъюзническата война Свети Врач е завзет от гръцката армия и 200 къщи са опожарени.
След 1919 година Свети Врач е фактически административен и политически център на региона, макар че до средата на 1925 година околията се нарича Мелнишка. В него са повечето занаятчийски работилници и търговски магазини, които обслужват и населението от цялата околия. В 1919 година е създадено читалище „Отец Паисий“. На 18 юни 1929 година, XXII обикновено народно събрание приема Закон за обявяване на село Свети Врач за град.
След 9 септември 1944 година минимум 61 души от града и околията са избити от новата отечественофронтовска власт. Сред жертвите са кметът Атанас Лазаров, депутатът Атанас Хаджипопов, дейците на ВМРО Григор Беганов, Зисо Попов, Костадин Джаров, Константин Кюров, Стоян Манолов, Йосиф Пецев, Милан Постоларски и много други. През януари 1945 година край гарата на Свети Врач е създаден първият комунистически концентрационен лагер в страната, който е закрит два месеца по-късно.
От 26 септември 1949 година градът носи името на българския революционер и войвода Яне Сандански – деец на Вътрешната македоно-одринска революционна организация в Серския революционен окръг.

## Население
Численост на населението според преброяванията през годините:
| \| Година на преброяване \| Численост \| \| --------------------- \| --------- \| \| 1934 \| 4703 \| \| 1946 \| 7447 \| \| 1956 \| 10 630 \| \| 1965 \| 14 588 \| \| 1975 \| 18 989 \| \| 1985 \| 24 594 \| \| 1992 \| 26 096 \| \| 2001 \| 26 507 \| \| 2011 \| 26 255 \| |           |
| Година на преброяване | Численост |
| 1934 | 4703      |
| 1946 | 7447      |
| 1956 | 10 630    |
| 1965 | 14 588    |
| 1975 | 18 989    |
| 1985 | 24 594    |
| 1992 | 26 096    |
| 2001 | 26 507    |
| 2011 | 26 255    |

Според преброяването на населението в 2011 година, етническият състав включва 23 200 българи, 184 турци и 375 роми.

## Икономика
Сандански има дълга традиция на курортен и балнеолечебен център. В града има множество хотели, които оперират целогодишно. Туризмът стимулира също търговията и множеството заведения в града. В града и околностите са открити и шивашки цехове с гръцко участие. В годините преди икономическата криза от 2008 г. търговията в града се развива с бързи темпове, като все повече фирми и търговски обекти придобиват интерес да строят в Сандански. След 2008 година строителните темпове намалят и търговията намалява своето значение с регионален и международен характер.
В Сандански е разположен хипермаркет „Кауфланд“ в южния край на града в близост до главния път Е-79, в центъра на града се намира супермаркет „Билла“. В Сандански е оперирал и супермаркет „Пени Маркет“ (на английски: Penny Market), който обаче не е функциониращ от напускането на веригата от България през септември-октомври 2015 г. От 2008 г. има открит хипермаркет от веригата за техника „Зора“. Извън града в близост – хипермаркет за бяла и черна техника от веригата „Технополис“ и „Техномаркет“ между кварталите Изток, Зора и Изгрев (в близост то IV основно училище). Строят се множество нови жилищни кооперации със съвременна архитектура, както и множество хотели и комплекси. През 2008 г. е пусната в експлоатация нова пречиствателна станция за питейната вода.
В града се намира ВЕЦ „Сандански“, част от Каскада „Санданска Бистрица“.

## Спорт
В града има един градски стадион „Спартак“ с 3 нови тренировъчни терена с осветление. Това е спортният комплекс, на който „ПФК Вихрен“ – гр. Сандански играе домакинските си срещи. Капацитетът на стадиона e 6000 седящи места, като през 2009 г. е извършен мащабен ремонт на съоръжението. В града предстои и изграждането на многофункционална спортна зала с капацитет от 2500 седящи места. В града има множество спортни площадки. Работи и голям плувен комплекс, „Плувен интернат“ на ПК „Вихрен“, който постоянно излъчва шампиони от републикански и международни състезания. Сандански е известен като един от центровете по скокове във вода, но изграденият басейн не работи. Във всеки от големите хотелски комплекси има изградени спа-центрове с минерална вода и спортни комплекси. Съществуват и клубове по борба, както и по волейбол, баскетбол, женски футбол, хандбал и др. В община Сандански са родени и шампионите по борба Александър Томов и Димитър Русаков, почетни граждани на гр. Сандански. Любителите на колоезденето могат да карат велосипеди в парковете и около спортните зали.

### ПФК Вихрен
През 1957 г., след реорганизация на физкултурното движение в страната, в Сандански е изградено единно физкултурно дружество „Вихрен“. Наследник е на „Устрем“ (1926), „Гоце Делчев“ (1931 – 1948), „Яне Сандански“ (1948 – 1949) и „Червено знаме“ (1949 – 1957). До сезон 1976/77 г. отборът се състезава в югозападната зонална група без особен успех, когато печели промоция за Б група. Най-доброто представяне на отбора във втория ешелон е през 1979/80 г., когато санданските футболисти завършват на 2-ро място, след големия местен опонент „Беласица“ (Петрич). През сезон 1988/89 г. „Вихрен“ отново изпада във В група. През следващите години тимът се люшка между В и Б група, докато се стигне до паметния за клуба сезон 2004/05 г., когато за първи път е извоювано място при „майсторите“.

## Туризъм и курортно дело
Въздухът в Сандански е с най-ниското съдържание на алергени в България и с най-високи естествени лечебни свойства. Градът е световноизвестен като балнеокурорт. В община Сандански има над 80 извора с температура 42 – 81 °C, а в района на града са около 20. Съчетаването на благоприятни природни дадености, заедно с богатството от минерални извори с различна термалност, ниска минерализация и богат химически състав, лекува множество заболявания и дава възможност за къпане на открито през цялата година. В парка има 2 открити басейна.
В Сандански са изградени голям брой хотели, семейни и големи хотелски комплекси с обща леглова база около 4000 места. Сред големите хотелски комплекси има един 5-звезден, два 4-звездни и три 3-звездни. Отделно от тях се предлагат и много частни квартири.

### Санаториум
В града функционира голям санаториум – Специализираната болница за рехабилитация „СБР – Национален комплекс ЕАД, Филиал Сандански“, който има много висока посещаемост през цялата година. Специализиран е за лечението на болести на дихателната система. Лекуват се астматични, алергични, неврологични заболявания и заболявания на опорно-двигателния апарат.
Основни лечебни фактори:
- преходно-континентален климат със средиземноморско влияние (средногодишната температура на въздуха е 14,7 °C);
- идеална влажност на въздуха 51 – 66 %, най-ниската в България;[25]
- хипертермална минерална вода, която е хидрокарбонатна, силициева, сулфатно-натриева и флуорна;
- лиманна лечебна кал, рапа (езерна вода) и луга от Поморийското езеро.

Санаториумът има две бази:
- База 1 за възрастни с общ капацитет 260 легла в 116 помещения със самостоятелен санитарен възел: 6 апартамента и 15 двойни стаи – реновирани, с телевизор и хладилник; 17 двойни стаи с телевизор и хладилник; 50 двойни стаи; 28 тройни стаи.
- База 2 за деца с придружители разполага със 180 легла в двойни стаи, четворни стаи и 3 апартамента със санитарен възел и телевизор.[26][27][28]

През 2010 г. град Сандански печели конкурсите „Отлична туристическа дестинация на България“ и „Спа дестинация на България“. Също през 2010 година, в града е открит и Информационен туристически център, собственост на общината, намиращ се в центъра на града до сградата на ГУМ, в който център се помещава „Сдружението на хотелиерите, ресторантьорите и туроператорите“ (СХРТ) – Сандански.

### Забележителности
Туристически обекти и забележителности във и около Сандански, които могат да се посетят:
1. Раннохристиянска базилика от IV – VI век и античен комплекс
2. Градски парк
3. Сандански манастир „Св. св. Козма и Дамян“
4. Паметник на Спартак
5. Археологически музей
6. Национален парк „Пирин“
7. Мелнишки скални пирамиди
8. Мелник и Кордопуловата къща
9. Роженски манастир
10. Рупите
11. Феноменът „Преподобна Стойна“ и храмът „Св. Георги“ в село Златолист, с автомобил, на 4 км от село Катунци и от главния път за гр. Гоце Делчев. До село Златолист има пряка пътека от гр. Мелник. Разстоянието е 3 км.

В края на главната и пешеходна ул. „Македония“ започва паркът на града. Това е единственият парк в България с пясъчни алеи и заедно с варненската „Морска градина“ е най-големият градски парк в България. Има множество нови пейки, като са оформени кътове за деца с люлки, пързалки и катерушки. В парка е разположен летният театър, където всяка година се провежда Фестивалът за авторска македонска песен „Пирин фолк“, както и Балканският младежки фестивал „Младостта на Балканите“. Там се намират и градският стадион „Спартак“, както и двата плажа с басейни в града. Над града се намира и бившата резиденция на Тодор Живков, сега хотел „Свети Врач“. Около нея има огромен и красив парк, с живописно езеро с лебеди. В парка на резиденцията също могат да се видят много редки растителни видове. В Пирин планина, на около 12 км от Сандански се намира живописният водопад „Попина лъка“ с пад на водата над 15 м. В околностите на града се намират и най-малкият български град Мелник, както и разположените до него прочути „Мелнишки пирамиди“. От самия град, започва и красивата Пирин планина, в която се намира и националният парк „Пирин“.

## Религия
В града действат общо 4 църкви. Най-голямата е „Свети Георги“, умалено копие на софийската катедрала „Александър Невски“. Най-старата църква е църквата „Св. св. Козма и Дамян“, построена в 1861 година, която е ремонтирана и е с възстановена камбанария. В града има още една старостилна православна църква, намираща се в квартал „Спартак“. В близост до санаториумите се намира и манастирчето „Св. св. Козма и Дамян“ (1928), което се намира на живописно място и там всяка година на първия четвъртък след Великден се организира празникът на града. В близост до града се намира Роженският манастир.
В града има изградени няколко параклиса. В двора на манастира „Св. св. Козма и Дамян“ се намира параклис, посветен на Света Петка Българска. На няколко метра извън манастира се намира параклис, посветен на Свети Димитър Солунски. В градския парк се намират два параклиса - по-големият като площ „Света Неделя“, както и малкият „Св. св. Козма и Дамян“ в местността „Аязмото“ .
През септември 2023 година започва изграждането на нов храм в града, посветен на Свети Архангел Михаил, който ще се намира в ж.к. „Спартак“.

## Култура
- Археологически музей

Музейното дело в град Сандански е започнато със създаването през 1936 на археологическо дружество „Струма“, като е съставена и музейна сбирка, намираща се по това време в днешното Първо основно училище в Сандански.
След започването от 1960 г. на системни археологически разкопки и направените разкрития на раннохристиянски сгради и базилики в рамките на античния град, намиращ се под съвременния град Сандански, се поставя нов етап в развитието на археологията в града, а така също и в развитието на музейното дело, свързано със запазването и съхраняването на богатото културно-историческо наследство. Основа за изграждането на днешния Археологически музей на Сандански стават останките на раннохристиянската „Базилика на епископ Йоан“.
Музеят е разположен „ин сито“, т.е. на място, върху базиликата и е един от малкото в страната, изградени по този начин. Повод за откриването му е IV археологическа конференция в Благоевград през 1970 година. Археологическият музей подсигурява извършването на археологическите проучвания в град Сандански и общината. В периода 1960 – 1980 година са проучени последователно „Базилика на епископ Йоан“, Раннохристиянски комплекс, Гимназиум, Раннохристиянски некропол, терми и жилищни сгради, които попълват градоустройствената система на античния град.
Археологическият музей разполага с богат архив и депо, където се съхраняват находките, пълната документация и снимков материал, описващи разкритите обекти. Музеят притежава богата колекция от надгробни плочи, монети, надписи, антични съдове, предмети на бита и накити от различни исторически периоди. Един от най-интересните обекти, разкрити в последните години, е Епископският комплекс, намиращ се зад сградата на старото кметство, включващ Епископска базилика, баптистерий, атрий с колонада, помещения и сгради, които продължават да се проучват. Екипът на музея активно участва в конференции и научни сесии, където популяризира богатото антично наследство на Сандански и района. Разработват се проекти с образователна и културна насоченост.
- Народно читалище „Отец Паисий“
- Градска библиотека

В Сандански се провежда фестивалът за авторска пиринска песен „Пирин фолк“. Той събира туристи от цяла България и съседните страни. В града се провежда и международният „Балкански младежки фестивал“ „BYF“.

## Образование
- Земеделска професионална гимназия „Климент Тимирязев“;[34]
- Профилирана гимназия „Яне Сандански“;[35]
- Професионална техническа гимназия;
- Училище за чужди езици „Alexander“;
- Спортно училище;[36]
- Вечерна гимназия;
- I основно училище „Климент Охридски“;
- II основно училище „Христо Смирненски“;[37]
- III основно училище „Христо Ботев“;[38]
- IV основно училище „Св. св. Козма и Дамян“;

## Кухня
Популярно ястие за района са сарми в лозов лист. Сладкото от зелени и зрели смокини също е допринесло за популяризиране на гр. Сандански и района около него.

## Побратимени градове
Сандански е побратимен град или партньор с:
- Волгоград, Русия
- Лагадина, Гърция
- Наван, център на окръг Мийт, Ирландия
- Текелиево, Гърция